# 飯野竜彦
飯野 竜彦（いいの たつひこ、1964年1月6日 - ）は、日本のキーボーディスト、作曲家、編曲家。東京都杉並区出身。

## 経歴
東京都立富士高等学校、多摩美術大学デザイン科グラフィックデザイン専攻卒。
多摩美術大学在学中に、美大仲間で結成したFLYING KIDSに参加。卒業と同時にCM企画制作会社に就職し、CMディレクターの道を歩むが、FLYIING  KIDSが1989年、TBSのバンドオーディション番組「平成名物TV・三宅裕司のいかすバンド天国」に出場したのをきっかけに1990年にCDデビュー。
1998年、FLYING KIDS解散後は、藤井尚之、中島卓偉、アブラーズ（a-bra:z）などのツアーサポートを務める傍ら、フジテレビ「ポンキッキーズ」の「爆チュー問題」の音楽などを手がける。また、元SPANK HAPPYのハラミドリが主宰する大正・昭和初期歌謡ユニット「チャンチキズ」に参加。
2007年、「ライジング・サン・ロックフェスティバル」にてFLYING KIDS再結成。2009年5月5日、自身初のソロ、ミニアルバム「PROTOTYPE#2009」、2009年11月23日、ミニアルバム「NIGHT-NIGHT」、2010年5月27日、ミニアルバム「ALIMENTOS SNITCH」、2012年7月、ミニアルバム「Broken Piano」を発表。
大学時代の仲間で続けていた「雨の日の国道BAND」に2013年からベーシストとして参加。また、武内享の主宰する異色のクラブイベントシリーズ「私立武内高等学校」では校歌の作曲を務めると共に音楽の教師として授業を受け持つ。
2014年9月27日、2014中津川 THE SOLER BUDOKANのステージを最後に、およそ30年在籍したFLYING KIDSを脱退。現在は上記の各アーティストのライブサポート、レコーディング、新人アーティストのサウンドプロデュース等と並び 不定期ながらドラマーの清川ワタルとの即興デュオ「Going Something Wrong」でも活動。
2016年11月12日、前橋「Ruby Tuesday」にて、FLYING KIDSデビュー前に並行して活動していたバンド「The Parsifal」（ザ・パルジファル）メンバー6人による同窓会セッションが行われる。そのまま、2016年12月30,31.〜2017年1月1日の年越しレコーディングセッションに突入。The Parsifal、30年ぶりの再始動。2017年5月3日、The Parsifal アルバム「銀河旋律」、リリース。同日、高円寺JIROKICHIにてレコ発ライブを敢行。